# Dirk Lenige
Dirk Pieters Lenige (Makkum, 20 augustus 1722 - aldaar, 26 mei 1798) was een Friese koopman en dichter.

## Leven en werk
Lenige werd in 1722 in Makkum geboren. Zijn vader was waarschijnlijk de vermogende kalkbrander Pieter Leeninga. Leninge beoefende naast zijn beroepsmatige activiteiten als koopman, kruidenier en eigenaar van een zeilmakerij ook de dichtkunst. Hij stimuleerde ook zijn dochter Cynthia om te gaan dichten. In tegenstelling tot zijn dochter maakte hij ook veel Friestalige gedichten. Hij was een van de eerste Friestalige dichters die de sonnetvorm gebruikte. Als dichter werd hij beïnvloed door de Friese dichter en schrijver Gysbert Japiks. Lenige was lid van het dichtgenootschap "Konst voedt ’s menschen geluk" in Makkum. 
Lenige was tweemaal getrouwd. Op 2 april 1746 trouwde hij met Rightie Hijlkes en op 7 oktober 1753 met Akke Sijtses Riemersma. Uit dit tweede huwelijk werd onder anderen Cynthia geboren. Lenige overleed in mei 1798 in zijn woonplaats Makkum. Hij werd begraven in de Doniakerk. Zijn grafsteen is aangebracht in de muur van deze kerk onder het orgel.